# Codice Baudot
Il codice Baudot, così chiamato in onore del suo ideatore Émile Baudot, è un sistema di codifica per un set di caratteri utilizzato nelle telescriventi prima dei sistemi EBCDIC e ASCII.

## Storia e caratteristiche

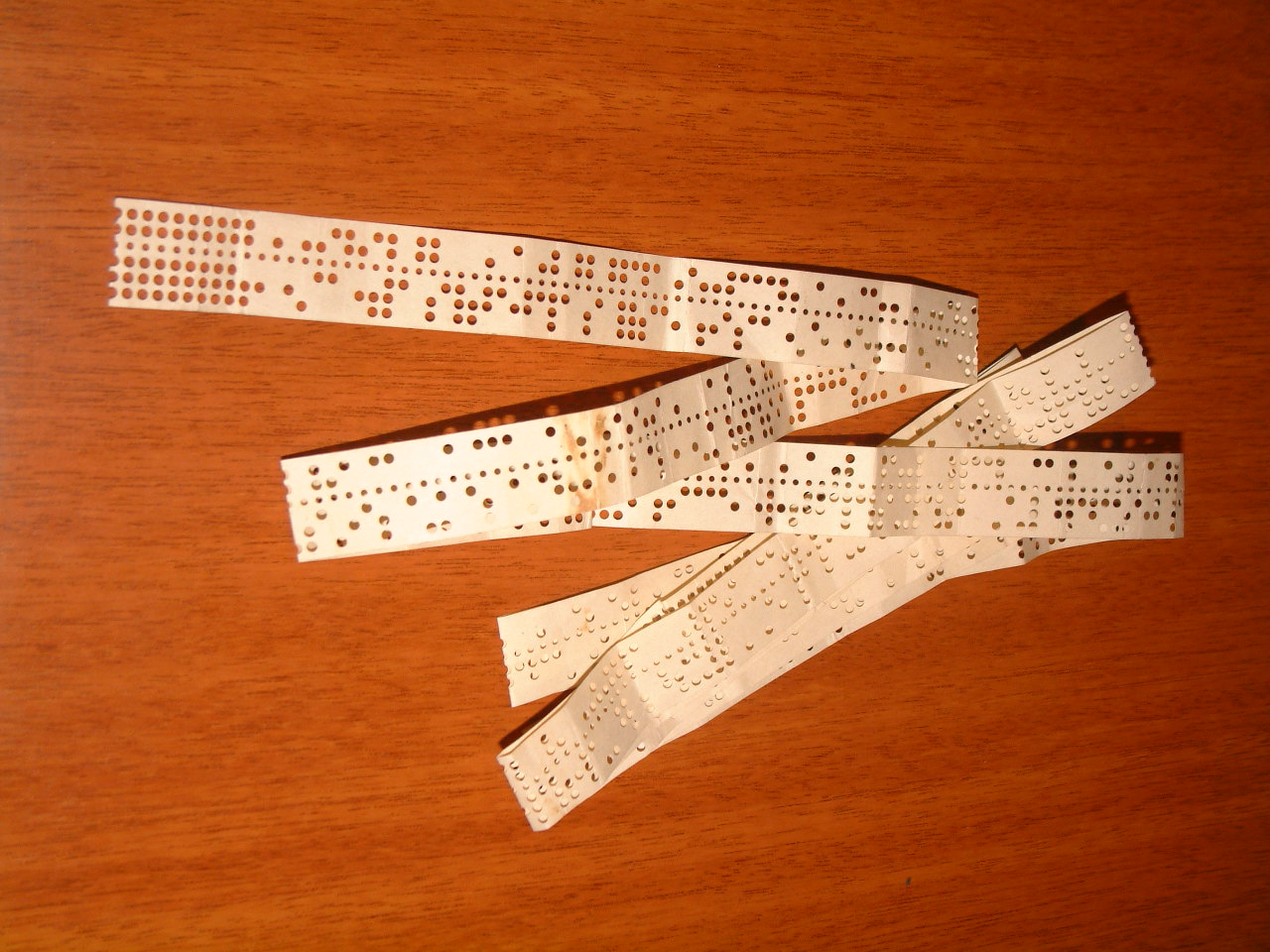
Nastro di carta con i fori nel "Codice Baudot"

Il codice originario fu sviluppato nel 1874 con il nome di International Telegraph Alphabet n. 1 (ITA1). Veniva codificato utilizzando una tastiera a cinque tasti dove ogni tasto corrispondeva ad un bit di un sistema di codifica a cinque livelli. Un sistema meccanico scandiva la tastiera, dopodiché liberava i tasti per permettere l'inserimento del carattere successivo.
Intorno al 1901 il codice originario fu rivisto da Donald Murray, il quale riorganizzò i caratteri, ne aggiunse di nuovi e introdusse i codici shift, che consentivano di cambiare il set di caratteri in uso. Con l'introduzione di questa codifica si cominciarono ad usare tastiere più moderne. La codifica dei caratteri fu riorganizzata in modo che i caratteri più utilizzati corrispondessero ad un minore numero di commutazioni e quindi minore usura dei meccanismi.
Un'ulteriore modifica dovuta essenzialmente alla Western Union fu la rimozione di alcuni caratteri. Questa ultima versione è nota come codice Baudot oppure International Telegraph Alphabet No 2 (ITA2). Il codice ITA2 viene usato per alcune applicazioni, in particolare tra i radioamatori (RTTY).
| Codice hex | Codice binario | Serie dei caratteri (LTRS)                               | Serie dei simboli (FIGS)                                 |
| ---------- | -------------- | -------------------------------------------------------- | -------------------------------------------------------- |
| 00         | 00000          | NULL: nessun carattere, nastro senza perforazione        | NULL: nessun carattere, nastro senza perforazione        |
| 01         | 00001          | E                                                        | 3                                                        |
| 02         | 00010          | LF (Line feed): avanzamento di una linea                 | LF (Line feed): avanzamento di una linea                 |
| 03         | 00011          | A                                                        | -                                                        |
| 04         | 00100          | SP - Spazio                                              | SP - Spazio                                              |
| 05         | 00101          | S                                                        | '                                                        |
| 06         | 00110          | I                                                        | 8                                                        |
| 07         | 00111          | U                                                        | 7                                                        |
| 08         | 01000          | CR (Carriage Return): ritorno del carrello a inizio riga | CR (Carriage Return): ritorno del carrello a inizio riga |
| 09         | 01001          | D                                                        | ENQiry: richiesta di identificazione                     |
| 0A         | 01010          | R                                                        | 4                                                        |
| 0B         | 01011          | J                                                        | BELL: suona un campanello per avvisare l'operatore       |
| 0C         | 01100          | N                                                        | ,                                                        |
| 0D         | 01101          | F                                                        | !                                                        |
| 0E         | 01110          | C                                                        | :                                                        |
| 0F         | 01111          | K                                                        | (                                                        |
| 10         | 10000          | T                                                        | 5                                                        |
| 11         | 10001          | Z                                                        | +                                                        |
| 12         | 10010          | L                                                        | )                                                        |
| 13         | 10011          | W                                                        | 2                                                        |
| 14         | 10100          | H                                                        | £                                                        |
| 15         | 10101          | Y                                                        | 6                                                        |
| 16         | 10110          | P                                                        | 0                                                        |
| 17         | 10111          | Q                                                        | 1                                                        |
| 18         | 11000          | O                                                        | 9                                                        |
| 19         | 11001          | B                                                        | ?                                                        |
| 1A         | 11010          | G                                                        | &                                                        |
| 1B         | 11011          | FIGS: passa alla modalità simboli                        | FIGS: passa alla modalità simboli                        |
| 1C         | 11100          | M                                                        | .                                                        |
| 1D         | 11101          | X                                                        | /                                                        |
| 1E         | 11110          | V                                                        | ;                                                        |
| 1F         | 11111          | LTRS: passa alla modalità lettere                        | LTRS: passa alla modalità lettere                        |

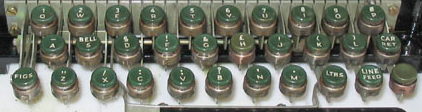
Tastiera con codice Baudot

Nel codice ITA2 i caratteri sono rappresentati da cinque bit e sono impiegate due serie di simboli, le lettere (LTRS) ed i simboli (FIGS). Il segnale FIGS (11011) indica che i caratteri successivi devono essere interpretati come simboli, fino alla ricezione del segnale LTRS (11111). Il codice ENQuiry richiede all'altro terminale di identificarsi (equivale a chiedere "chi sei?"). Nel sistema telex i simboli corrispondenti ai codici 0D, 14 e 1A non sono utilizzati.
Si noti che i codici di controllo usano una rappresentazione binaria simmetrica (palindroma), così che inserendo un nastro perforato al contrario non si causano problemi agli apparati e il testo trasmesso può comunque essere interpretato. I codici FIGS (11011), LTRS (11111) e spazio (00100) sono simmetrici, mentre CR (01000) e LF (00010), poiché sono normalmente inviati in coppia, producono lo stesso risultato (testina a capo sulla nuova linea). Il codice LTRS (11111) è usato anche per cancellare caratteri dal nastro riperforandolo, come l'equivalente DEL nel codice ASCII.
La sequenza RYRYRY... è usata nei messaggi di prova poiché rappresentando la sequenza 01010 10101... impegna al massimo i meccanismi delle telescriventi. Alcune implementazioni del codice ITA2 negli Stati Uniti differiscono nell'uso dei codici ENQ, + e dei simboli associati ai caratteri f, g, h rispetto al codice standard rappresentato nella tabella.

## Il codice Baudot nei media
Il gruppo musicale rock inglese Coldplay ha utilizzato come copertina del loro terzo album, X&Y, la rappresentazione grafica (ruotata di 90°) delle lettere X e Y scritte attraverso un codice simile al codice Baudot. Lo stesso disegno è stato riproposto per le copertine di tutti i singoli estratti dal medesimo album.